# Wand (Bauteil)

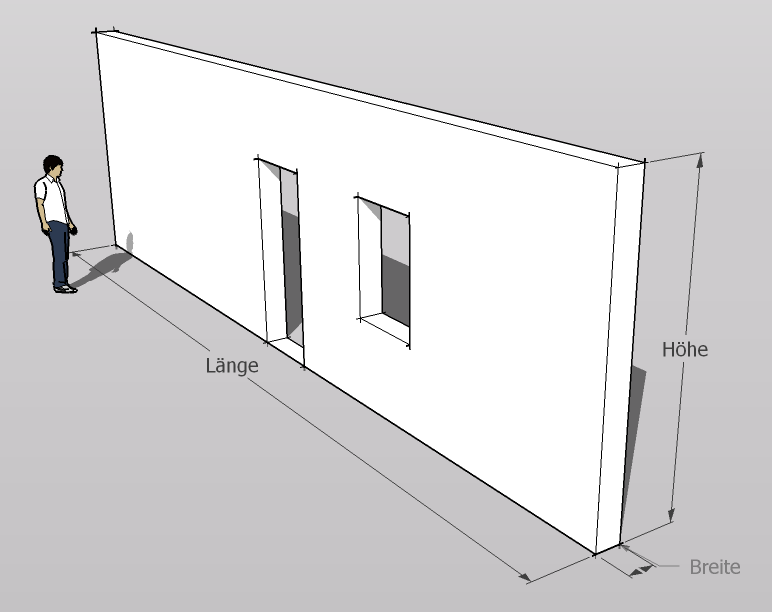
Skizze einer Wand mit zwei Wandöffnungen für Fenster und Tür

Eine Wand ist ein vertikales flächiges Bauteil, das eine raumbildende oder raumabschließende Funktion hat und häufig Teil eines Hohlkörpers ist, wie etwa eines Bauwerks oder eines Kastens.
So sind Wände meist gerade und flach wie eine Ebene oder rund wie die Mantelfläche eines Zylinders, aber auch räumlich stark gekrümmt, wie im Falle der Bordwand kleinerer Schiffe. Die Ausdehnung einer Wand in Länge und Höhe ist größer als in der Tiefe, d. h. der Wanddicke (bzw. der Wandbreite im Schnitt). Die Ausrichtung einer Wand ist in der Regel lotrecht, seltener schräg („schräge Wand“). Ihre Funktion ist die seitliche Begrenzung eines Hohlkörpers. (Die untere Begrenzung übernimmt dagegen der Boden, die obere entweder der Deckel, wie bei einem Kasten, oder die Decke, wie bei einem Bauwerk.)
Die Umgrenzungsfläche (Hülle, Hüllfläche) speziell von länglichen zylindrischen Hohlkörpern wie Schläuchen oder Gewehrläufen wird auch als Wandung bezeichnet.
Eine freistehende Wand wird eher als Mauer bezeichnet (die ursprünglich aus Mauerwerk bestand).

## Etymologie
Der Begriff kommt vom althochdeutschen want, das wiederum verwandt ist mit dem heutigen Verb winden, vom indogermanischen Begriff uonedh abgeleitet ist und ein Geflecht bezeichnet, das mit Lehm bestrichen ist (vgl. Flechtwerkwand).

## Bauwesen
Wände haben eine abgrenzende Funktion, speziell eine Schutz- oder raumabschließende Funktion. Eine Wand trennt jeweils zwei Räume, zwei Bereiche oder zwei Raum-Zonen voneinander – beispielsweise Innenraum und Außenraum oder zwei Grundstücke. Darüber hinaus kann eine Wand eine statische Funktion haben (tragende oder aussteifende Wand, Stützwand etc.). Mehrere Wände können einen Raum definieren. Ein Innenraum ist in der Regel allseitig von Wänden umgeben, besitzt einen Boden und eine Decke, und wird dann auch als geschlossener Raum bezeichnet.
Die Wände von Aufenthaltsräumen müssen aus baurechtlicher Sicht in der Regel mit Wandöffnungen wie Außentüren und Fenster zur Belichtung versehen sein.
In der Baustatik wird eine Wand als Wandscheibe angesehen, wenn sie als flächiges Tragwerk eine Scheibenwirkung hat und hauptsächlich von Kräften beansprucht wird, die in ihrer Ebene liegen. Wird eine Wand von Kräften senkrecht zur Wandebene (z. B. Stützwand, Staumauer, Wand als Windschirm) beansprucht, so wird sie statisch als eine Platte betrachtet.

### Wandtypen nach Material, Bauweise, Statik
Wände differenziert nach Material und Bauweise:

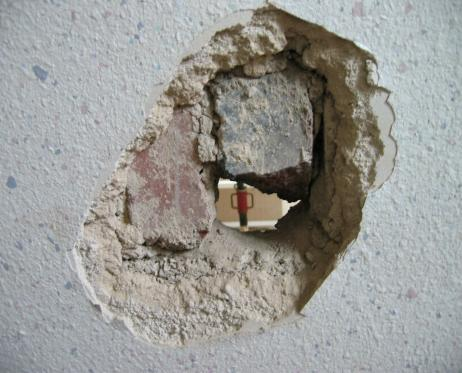
Loch in einer Massivbau-Wand

- Massivwand im Massivbau, freistehend als Mauer bezeichnet
  - aus Mauerwerk
  - aus Beton, Stahlbeton oder Faserbeton
  - aus Stampflehm
  - Blockwand aus Bohlen, Holzbalken oder Rundhölzern im Blockbau
  - Palisadenwand aus senkrechten Pfählen in Palisadenbauweise
- Flechtwand oder Wellerwand im Lehmbau
- Fachwerkwände mit Ausfachungen oder Beplankungen z. B. durch Bretter
- Leichtbauwand, in Trockenbau, leichte fachwerkähnliche Konstruktion aus Holz oder Metallblech-Profilen mit Beplankungen zum Beispiel aus Gipskarton oder Holzwerkstoffplatten.
- Bretterwand, Bohlenwand oder beplankte Leichtbauwand im Holzrahmenbau,
- Wand aus Glasscheiben oder Glasbausteinen

Außenwände werden entweder in einschaliger oder zweischaliger Bauweise errichtet. Zweischalige Ausführungen aus zwei dicht hintereinanderstehenden Mauerwerkswänden sind traditionell in Norddeutschland üblich, da sie einen besseren Schutz gegen Durchfeuchtung bei häufigem Schlagregen bieten. Der Zwischenraum wird heute in der Regel mit Dämmstoff verfüllt.
Trockenbauwände werden in der Regel beidseitig mit jeweils einer oder mehreren dünnen Lagen aus Gipskarton oder Holzwerkstoff beplankt, die aber nicht als einzelne „Schalen“ angesehen werden, da sie über Ständer und gegebenenfalls Riegel miteinander verbunden sind und keine selbstständigen Bauteile bilden. Trockenbauwände werden gelegentlich zweischalig errichtet, um einen besonders guten Schallschutz zu erreichen. In diesem Fall werden zwei Reihen Ständer nebeneinander errichtet und jeweils unabhängig voneinander beplankt.

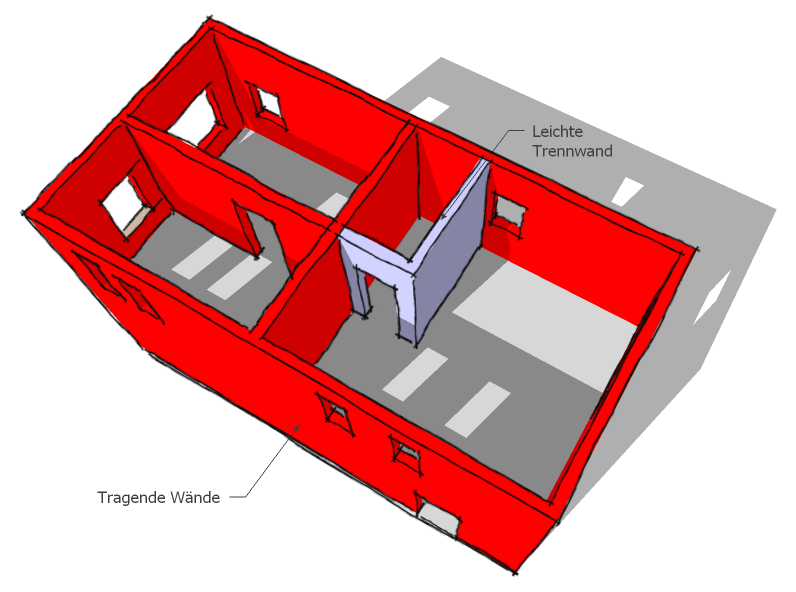
Tragende Wände und leichte Trennwände

Differenziert nach Statischer Funktion:
- eine tragende Wand nimmt überwiegend Vertikallasten auf
- eine aussteifende Wand (Schubwand) steift ein Bauwerk gegen Verformung durch horizontale Kräfte aus
- eine nichttragende Wand in Form einer leichten Trennwand oder als Vorhangfassade als Teil der Gebäudehülle
- eine Stützwand nimmt hauptsächlich Querkräfte auf und sichert einen Niveausprung in der Geländeoberfläche gegen Abrutschen, siehe z. B. Krainerwand
- eine freistehende Wand ist kein notwendiger Teil eines Gebäudes, trägt meist nur sich selber und wird oft als Mauer bezeichnet.

Differenziert nach der Position/Anordnung:
- eine Außenwand trennt den Außenraum vom Innenraum,
- eine Innenwand liegt im Inneren des Gebäudes,
- die (Haupt-)Fassade ist die Ansichtsseite eines Gebäudes und bildet oft die Straßenseite, während Seitenwände quer dazu und die Rückwand auf der hinteren Seite des Gebäudes liegen.

### Wandtypen nach Funktion
- eine Trennwand dient dem Raumabschluss hinsichtlich Sicht-, Licht-, Wind-, Schall- und Wärmeschutz.
  - Wand zwischen zwei Zimmern auch: Zwischenwand (Innenwand)
  - Wand zwischen zwei Gebäudeteilen: Gebäudetrennwand
  - Wand zwischen zwei Einheiten / Wohnungen: Wohnungstrennwand
  - Raumtrennsysteme wie die Spanische Wand, Faltwand und Mobile Trennwand
- Brandwand als Feuerschutzmaßnahme zwischen Gebäuden und Gebäudeteilen: daneben werden alle Wände mit einer Brandschutzklasse gekennzeichnet, und müssen hier gewisse Forderungen erfüllen
- Kommunwand (von lat. communis „gemeinsam“): Eine Wand, die von zwei Gebäuden geteilt wird. Früher wurde diese Art der Konstruktion als Gebäudetrennwand zwischen Reihenhäusern oder Doppelhaushälften eingesetzt. Heute sieht man aufgrund des Schallschutzes meist davon ab. Außerdem lassen die Brandschutzvorschriften dies nicht mehr zu und es muss jedes Gebäude für sich eine abschließende Außenwand (Brandmauer) haben.
- Bei der Bauausführung:
  - Stützwand: Wand, die zum Beispiel einen steilen Hang abstützt
  - Spundwand: Spezielle Stützwand, die auf Baustellen zur Absicherung von Baugruben verwendet wird bzw. beim Bau von Kaimauern und Kaianlagen, um das Erdreich oder die Hinterfüllung usw. vor dem permanenten Kräfteeinfluss des Wassers und dessen Folgen (etwa Unterspülungen) zu schützen.
- Stellwand, spanische Wand = mobile Wand zur temporären optischen Trennung von Räumen
- Plakatwand: eine zum Zwecke der Werbung im öffentlichen Raum genutzte oder dafür errichtete senkrechte Wandfläche.
- Sportwände:
  - Prallwand, Sicherheitswand, damit beim Anprall an die Wand beim Sport keine Verletzungen auftreten.
  - Kletterwand, bekletterbare Anlage, an der man das Sportklettern betreibt.
  - Eskaladierwand, Wand die sportlich überwunden werden soll und zum Beispiel Anwendung im Training des Militär und der öffentlichen Sicherheit findet.

### Baurecht
Zur Ermittlung der Abstandsflächen im Bauordnungsrecht wird die Wandhöhe herangezogen.
Bei unebenem Gelände muss zunächst die mittlere Höhe der "natürlichen oder festgelegten" Geländeoberfläche im Bereich der Wand ermittelt werden, die als Fußpunkt der Wand angenommen wird. 
Bei Gebäuden mit Schrägdach wird als Oberkante der Wand in der Regel der Schnittpunkt der Wand mit der Dachfläche festgelegt.